# Марко Рясков
Марко Илиев Рясков (1883 – 1972) е български финансист, управител на БНБ (февруари – април 1935) и министър на финансите (април – ноември 1935).

## Биография

### Произход и образование
Марко Рясков е роден в Габрово на 2 декември (стар стил 19 ноември) 1883 г. в семейството на Златка и Илия Ряскови.
Майка му Златка е завършила петокласното девическо училище в Габрово, а баща му Илия учи до четвърти клас на Априловската гимназия и напуска, за да учи кожухарство, след което работи като калфа при баща си. Впоследствие открива бакалски дюкян. Чичо му Никола Рясков завършва пълния курс на Априловската гимназия и става учител в Дряново, където участва по време на Априлското въстание в четата на Бачо Киро, а след разбиването ѝ при Дряновския манастир се укрива, за да избегне съдбата на повечето четници. След освобождението на България от османска власт следва Висшата артилерийска школа в Петербург, а след завръщането си в България организира българската артилерия и се издига до чин генерал – той е известният генерал Никола Рясков.
Баща му е бил съден по времето на Митхад паша и е лежал три години в затвора във Видин и в Диарбекир заради пренасяне на оръжие от Румъния за четата на Стефан Караджа. По време на Априлското въстание участва в четата на Цанко Дюстабанов и след разбиването ѝ е бил заловен и изпратен в затвора в Търново. Там дочаква Освободителната война, преди да бъде съден.
Начално образование Марко Рясков получава в Палаузовото и Падалското училища в Габрово. В Априловската гимназия учи до четвърти клас. В 1899 г. баща му го изпраща в единственото тогава Търговско училище в Свищов.
След завършването му (1903 г.) отива да продължи образованието си в Антверпенския висш търговски институт (днес част от Антверпенския университет) в Белгия.
Доброто познаване на френски език и останалите специални предмети от Търговското училище в Свищов му помага да завърши тригодишния курс на обучение (който включвал и едногодишно подготвително обучение) за две години. През 1905 г. завършва института с диплома с „почетно отличие“.

### Начало на банкова дейност
След завръщането си в България, на 1 август 1905 г. постъпва като книговодител в Бургаския клон на Българска земеделска банка.
През 1906 г. му е предложено да постъпи в новооткритата Българска кредитна банка в София. Две години (до февруари 1908 г.) работи и специализира в Берлин, Германия, в Дисконто-Гезелшафт. След завръщането си в България отбива военната си служба в Търново в продължение на 4 месеца.
През 1908 г. постъпва като счетоводител в Софийския клон на Българска земеделска банка. В началото на 1909 г. е преместен в Централното управление на банката – инспекторския отдел. Там той участва във въвеждането на ипотечните заеми, сравнително нова за страната практика. По негово предложение проблемът с масовата липса на документи за собственост на земите е решен, като собствеността се установява от комисии от видни жители на съответното село. Тази практика създава условия за злоупотреби и корупция на местно ниво, които се разпространяват широко през следващите десетилетия.
Във връзка с въвеждането на ипотечните кредити Рясков специализира в Германия, където заминава в края на 1909 г. Най-напред специализира в Баварска ипотечна и търговска банка в Мюнхен, а през 1910 г. – в Рейнска ипотечна банка в Манхайм. През февруари 1910 г. се завръща в България и е назначен за управител на клона на Българска земеделска банка в Плевен, където за първи път прилага отпускането на ипотечни кредити на селски стопани. По време на Междусъюзническата война (1913 г.) евакуира архива на банката, а помещенията и са превърнати във военна болница. Остава в Плевен, където дочаква края на войната.

### Работа в Българска кредитна банка
През 1913 г. се връща в Българска кредитна банка – София и скоро е назначен като прокурист. През 1915 г. се жени за Радка Генева от Севлиево.
По време на Първата световна война е мобилизиран във военното министерство, където организира счетоводството на интендантството. По едно постановление на Министерския съвет за банките е освободен от мобилизация и се връща в Българска кредитна банка.
През 1917 г. е назначен за поддиректор на банката.
През 1918 г., след края на войната, германският персонал на банката напуска страната, която е окупирана от френски, италиански и английски части. Сградата на банката е заета от френското командване и е принудена да се премести в помещения, пригодени за нуждите на банката.
През 1921 г. е назначен за директор на Българска кредитна банка. На този пост работи за издигане престижа на банката и подобряване на дейността и. През 1921 – 1923 г. банката влиза в собствена сграда, намираща се на ул. „Александър I” (днес ул. „Княз Ал. Батенберг“от източната страна на БНБ).
В началото на февруари 1935 г. е назначен за управител на Българската народна банка (БНБ) и участва в делегацията по преговорите за разсрочване на плащанията по българските заеми в Англия, Австрия и Германия.
През април 1935 г. му е предложен постът на министър на финансите в кабинета на Андрей Тошев. Приема предложението, при условие да бъде временно на този пост. На 15 ноември 1935 г. подава оставка по здравословни причини. Остава в министерството до края на годината, за да подготви законопроект за данъчното облагане.
През февруари 1936 г. се връща в Българска кредитна банка и заема предишния си пост като директор. На 12 юни 1936 година е избран за член на Управителния съвет на Българска кредитна банка, като продължава да изпълнява функциите на директор. През март 1937 г. става заместник-председател на Управителния съвет. На 1 август 1938 г. се чества официално от Българска кредитна банка 25-годишната служба на Марко Рясков в банката и 33 години от началото на дейността му.

### След 9 септември 1944 г.
На 13 септември 1944 г. Марко Рясков е арестуван в дома си в Панчарево, отведен в мазето на общината, а след това откаран в Дирекция на милицията в София. Бива разпитван месеци наред, като прекарва това време в Централния софийски затвор и в килиите на дирекцията, заедно с депутати, министри и други бивши държавни служители.
В края на 1944 г. и началото на 1945 г. започват заседанията на Народния съд и арестуваните очакват да бъдат извиквани за връчване на обвинение и осъждане. Към Марко Рясков не е предявено обвинение и на 9 април 1945 г., заедно с още около 300 души е откаран в ТВО („трудововъзпитателно общежитие“) в Бобовдол. Там участва в строежа на железопътната линия Дупница – Бобовдол.
Освободен е на 9 септември 1945 г. – почти 1 година след арестуването му.
Веднага след това е назначен отново за директор на Българска кредитна банка, която е станала собственост на Съветския съюз (тъй като по-голямата част от капиталите и са били немски).
През май 1947 г. е назначен за съветник във Върховната стопанска камара.
На 30 декември 1947 г. е публикуван законът за национализация на банките. Той не засяга Българска кредитна банка, тъй като тя е собственост на Съветския съюз. Но през 1948 г. започва сливане на банките и Българска кредитна банка е предвидено да се слее с БНБ. На 15 декември 1948 г. Марко Рясков, след почти 40 години работа в банката, подава оставка от поста си на директор, за да не бъде уволнен след сливането, което става през февруари 1949 г.
Тъй като банката вече не съществува и Марко Рясков повече не е необходим, за да поддържа дейността ѝ, на 19 октомври 1949 г. той и семейството му са изселени в Севлиево. Там живеят в къщата на жена му, на ул. „Ст. Генев“ 20. Води изолиран живот, както повечето изселени от София.
На 29 април 1951 г., през нощта срещу Великден, е арестуван и откаран в Горна Оряховица, в затвора на Държавна сигурност. Там е подложен на многобройни разпити, набеден от Гаврил Цветанов, че е британски агент. На 13 май 1951 г. е откаран в Централния софийски затвор, където е подлаган на многобройни разпити до 22 октомври. След като не се намират причини за внасяне на обвинение и подвеждане под съд, Марко Рясков е изпратен в ТВО Белене на 23 октомври 1951 г. за срок от 5 години. Тогава е бил на почти 68 години, страдащ от диабет и други заболявания.
След смъртта на Сталин през 1953 г. започва освобождаването на лагерниците от Белене, като на тяхно място настаняват лица с влезли в сила присъди. В края на 1953 г. в ТВО Белене остават 7 души, между които е и Рясков. На 6 януари 1954 г. е закаран в Софийския затвор и отново подложен на разпити. На 11 февруари е освободен от затвора, като подписва декларация, че няма да разгласява по никакъв начин за какво е бил разпитван и въдворяван в ТВО. Това става след признанието на Гаврил Цветанов, че го е набедил умишлено.
Връща се в Севлиево, където живее съпругата му. След постъпки за връщане на софийското им жителство, в началото на 60-те години на ХХ век се завръщат в София, където живеят синовете му Сава и Никола Ряскови. Третият му син – Илия, след следването си в Лозана не се завръща в България (виж по-долу „Семейството на Марко Рясков“).
Тук преживява емиграцията на синовете си Сава – в Холандия и Никола – в Германия, и двамата лекари и смъртта на сина си Илия в Холандия.
След достойно изживян живот, съпроводен от множество страдания, които понася стоически, Марко Рясков умира на 1 март 1972 г. на 88 години.

## Семейството на Марко Рясков
Както е споменато в биографията на Марко Рясков, на 26 юли 1915 г. той се жени за Радка Савова Генева от Севлиево. Брачната церемония е в църквата в Банкя.
Раждат му се трима сина:
Илия – роден на 20 септември 1916 г. София, починал през 1968 г. в Бларикум, Холандия;
Сава – роден на 29 юли 1920 г. в София; починал на 28 юли 2023 г. във Франция;
Никола – роден на 8 август 1924 г. в София, починал на 20 декември 2003 г. в Кьонигщайн, Германия.
Илия завършва гимназия в София и следва право и финанси в Лозана, Швейцария. През 1946 г. се жени за Гилен де Виская, испанка по рождение. В брака им се раждат три деца: Марко, Татяна и Мишел. През 1948 г. семейството му се премества в Монтевидео, Уругвай, където работи в клона на амстердамската търговска фирма „Родиус“; там се издига до поста директор. През 1958 г. е издигнат за главен директор на централата на „Родиус“ в Амстердам. Владеел е френски, английски, немски, испански и нидерландски език. Починал през 1968 г. в Бларикум, Холандия.
Сава завършва гимназия в София и след това – медицина във Виена през 1944 г.
През 1945 г. се завръща в България. Впоследствие става известен офталмолог, работи в Окръжната болница в София. Изследва влиянието на диабета върху зрението. През 1946 г. се жени за лекарката Любка Станишева. От брака му се раждат две деца – Радка и Нели. През 1965 година емигрира в Нидерландия, където става известен офталмолог. Работи върху диабетната ретинопатия и метода лазерна коагулация за лечение на очни заболявания. Добива известност в научните медицински среди, става преподавател в Медицинския факултет в Ротердам. Заслугите му в областта на офталмологията са високо оценени. През 1987 г. се пенсионира. От 1990 г. живее във Франция. Владее немски, английски, френски и нидерландски език. Почива на 28 юли 2023 г., един ден преди да навърши 103 години.
Никола след завършване на средното си образование служи през 1943 – 1944 г. в българската войска и взема участие във Втората световна война („Отечествената война“). След демобилизирането си следва медицина в София, завършва през 1950 г. Жени се за балерината Елена (Хени) Даваджиева. Работил е в различни поликлиники и болници в София и страната. Ражда му се син – Борис. Владеел е немски, английски и френски език. Емигрира в Германия, където също практикува лекарската си професия. Умира на 20 декември 2003 г. в Кьонигщайн, Германия.

## Памет
На Марко Рясков е наречена улица в квартал „Люлин“ в София (Карта).